# Alexander Negris
Alexander Negris (griechisch Ἀλέξανδρος Νέγρης, auch in der Transkription Alexandros Negres, * um 1805) war ein griechischer Militär im Range eines Obersts, Veteran des griechischen Unabhängigkeitskrieges und Lehrer für Neugriechisch.
Negris, Neffe des Fürsten Alexander Ypsilantis (1792–1828) und Vetter des Freiheitskämpfers Theodoros Negris (1790–1824), wurde als Sohn des Alexandros Negris und der Eleni Ypsilanti in Athen geboren und wuchs in Konstantinopel auf. Noch in der Endphase des Freiheitskampfes, in dessen Verlauf er auch die Funktion eines γενικός γραμματεύς (Generalsekretär) für Westgriechenland innehatte, musste er Griechenland verlassen.
Im November/Dezember 1825 war er in Leipzig, im Februar 1826 war er bei Carl Jakob Iken in Bremen. Im Spätjahr 1827 traf er in Boston ein, wo er neugriechischen Sprachunterricht gab. 1828 unterrichtete er Neugriechisch an der Harvard University, wobei nicht klar ist, ob er dort angestellt war. Im selben Jahr noch veröffentlichte er eine Grammatik der neugriechischen Sprache, die erste in den USA gedruckte Grammatik des Neugriechischen überhaupt. Seinen Lebensunterhalt konnte er in Boston nicht bestreiten und zog daher im Mai 1829 nach Providence, Rhode Island, im Juli 1829 nach Europa. Er zog nach Edinburgh, wo er neugriechischen Sprachunterricht anbot.
Neben einem Lexikon griechischer Sprichwörter erstellt Negris auch Ausgaben der altgriechischen Redner Aischines und Demosthenes, des Geschichtsschreibers Herodot und des Lyrikers Pindar für den akademischen Unterricht.

## Schriften
- A Grammar of the Modern Greek Language with an Appendix Containing Original Specimens of Prose and Verse. — Συνοπτικὴ τῆς Ἁπλοελληνικῆς Διαλέκτου Γραμματική. Hilliard, Gray, Little, and Wilkins, Boston, 1828 (Digitalisat).[7]
- The Orations of Aeschines and Demosthenes On The Crown: With Modern Greek Prolegomena, and English Notes. 1829 (Nachdruck: Kessinger Publishing 2009, ISBN 1-104-39793-5).
- A Dictionary of Modern Greek Proverbs with an English Translation, Explanatory Remarks, and Philological Illustrations. Thomas Clark, Edinburgh 1831 (Nachdruck: Kessinger Publishing 2009, ISBN 1-104-59218-5). (Digitalisat; auch: Nabu Press, Paperback, 2010, ISBN 1-145-44899-2).
- The History of Herodotus of Halicarnassus in Nine Books, with Prolegomena, Notes, and Emendations. 2 Bde. Thomas Clark, Edinburgh 1833 (Nachdruck Kessinger Publishing ISBN 1-161-00571-4 (Digitalisat Band 1; Band 2)).[8]
- The Works of Pindar: With Various Readings, Notes, and Emendations. 1835 (Nachdruck: Kessinger Publishing 2009, ISBN 1-104-50964-4).
- Edward Robinson: A Greek and English lexicon of the New Testament. Revised by Alexander Negris. T. and T. Clark, Edinburgh 1850.